# Liste der Gemeinden in der Stadtregion Weiz
Die Stadtregion Weiz ist eine österreichische Agglomeration in der Steiermark. Die Region besteht aus der Kernzone (Code: SR311) sowie der Außenzone (Code: SR312).

## Geschichte der Klassifikation
Die Abgrenzung der Stadtregionen (Urbanen Zentren) wurde von der Statistik Austria für 1971 bis 2001 alle 10 Jahre vorgenommen. Für den Stichtag 31. Oktober 2013 wurde erstmals nach der von der Statistik Austria für statistische Zwecke entwickelten Urban-Rural-Typologie abgegrenzt, welche die Abgrenzung der Stadtregionen integriert.

## Liste der Gemeinden laut Abgrenzung von 2001
Die Tabelle berücksichtigt die Gemeindestrukturreform in der Steiermark, jedoch sind die ehemaligen Gemeinden Etzersdorf-Rollsdorf, Feistritz bei Anger, Gutenberg an der Raabklamm nicht enthalten (da alle in unterschiedliche größere Gemeinden eingemeindet wurden, welche nicht in der Stadtregion enthalten sind).
- Datenstand:
  - Gemeinden und Gemeindenamen: 2017
  - Einwohner: 1. Jänner 2024
  - Fläche: 1. Jänner 2024
  - Bevölkerungsdichte: 1. Jänner 2024
  - Gerichtsbezirke: 2017
- Regionen sind Kleinregionen der Steiermark

### Kernzone Weiz
| Gemeinde    | Lage | Ew     | km²   | Ew / km² | Gerichtsbezirk | Region | Typ             | Metadaten         |
| ----------- | ---- | ------ | ----- | -------- | -------------- | ------ | --------------- | ----------------- |
| Weiz        |      | 11.993 | 17,50 | 685      | Weiz           | –      | Stadt- gemeinde | Gem.Kennz.: 61766 |
| Mortantsch  |      | 2.273  | 17,55 | 130      | Weiz           | –      | Gemeinde        | Gem.Kennz.: 61730 |
| Naas        |      | 1.334  | 20,84 | 64       | Weiz           | –      | Gemeinde        | Gem.Kennz.: 61731 |
| Thannhausen |      | 2.467  | 33,51 | 74       | Weiz           | –      | Gemeinde        | Gem.Kennz.: 61751 |

### Außenzone Weiz
| Gemeinde                   | Lage | Ew    | km²   | Ew / km² | Gerichtsbezirk | Region                 | Typ             | Metadaten         |
| -------------------------- | ---- | ----- | ----- | -------- | -------------- | ---------------------- | --------------- | ----------------- |
| Anger                      |      | 3.988 | 53,84 | 74       | Weiz           | 059 Anger (Anger–Puch) | Markt- gemeinde | Gem.Kennz.: 61756 |
| Floing                     |      | 1.213 | 13,29 | 91       | Weiz           | 059 Anger (Anger–Puch) | Gemeinde        | Gem.Kennz.: 61710 |
| Gutenberg-Stenzengreith    |      | 1.654 | 22,92 | 72       | Weiz           | –                      | Gemeinde        | Gem.Kennz.: 61761 |
| Mitterdorf an der Raab     |      | 2.137 | 21,02 | 102      | Weiz           | –                      | Gemeinde        | Gem.Kennz.: 61729 |
| Sankt Ruprecht an der Raab |      | 5.668 | 41,11 | 138      | Weiz           | –                      | Markt- gemeinde | Gem.Kennz.: 61765 |